# Calotelea
Calotelea is een geslacht van vliesvleugelige insecten van de familie Scelionidae.

## Soorten
- C. affinis Kozlov & Kononova, 1989
- C. elegans (Masi, 1933)
- C. ruficollis (Szelenyi, 1941)